# 関門海峡たこ
関門海峡たこ（かんもんかいきょうたこ）とは、山口県下関市と福岡県北九州市の間にある関門海峡で育った真蛸（まだこ）である。「関門たこ」とも言う。
本来は、北九州市小倉北区沿岸域の蛸壺漁で漁獲されたマダコのブランド名で2006年（平成18年）3月、平松漁業協同組合（現、北九州市漁業協同組合平松支所）が、「関門海峡たこ（カンモンカイキョータコ）」の商標登録済み。

## 特徴
旬となるのは7月～8月頃と一般的に言われるが、ほぼ年間を通して食べられる。3月～5月は、たこが未だ子どものため、禁漁期にしている。

## 商品
- 小倉北区室町「久津の葉」では、2006年から「関門海峡たこコース」（たこ尽くし）を提供している。
- 弁当メーカーの「丸ふじ」が、名物弁当として「関門海峡たこめし」を発売。
- 2007年（平成19年）10月30日より期間限定で、セブン-イレブンが「関門海峡たこ飯（おむすび）」を北九州地区で販売。
- 2007年（平成19年）11月、小倉北区旦過市場の「蔵屋」で「関門タコバーガー」を発売。(蔵屋での販売は2008年8月末で終了)
- 「小倉魚河岸　丸福」が、北九州空港ターミナルビルで、りんごチップで燻製した「関門海峡たこの燻製」を販売。

## その他
- 平松漁業協同組合（小倉北区）がたこつぼ漁を行っており、産卵用のたこつぼを放流するなど、資源保護にも取り組んでいる。
- 2007年（平成19年）10月19日～11月18日、「関門海峡たこフェア」を開催（主催：北九州市など）。「関門海峡たこ」を使った料理が小倉北区に約50店舗登場し、スタンプラリーも実施された。